# Innocent Bubble
Az Innocent Bubble Okui Maszami 48. kislemeze, mely 2017. augusztus 30-án jelent meg a Lantis kiadó jóvoltából. A kislemez az énekesnő a karrierjének 25. évfordulójának alkalmából jelent meg. A kislemez a 124. helyet érte el az Oricon kislemez eladási listán, 1 hétig volt listán és 406 példányt adtak el belőle.

## Dalok listája
1. Innocent Bubble (イノセントバブル?)
2. Ano koro boku to ima no boku (あの頃の僕と今の僕?, ’Az akkori énem és a mostani énem’)
3. Innocent Bubble (off vocal)
4. Ano Koro Boku to Ima no Boku (off vocal)

## Külső hivatkozások
- Oricon profil
- Lantis profil